# Nikanor (Ružičić)
Nikanor, imię świeckie Nikola Ružičić (ur. 27 kwietnia 1843 w Svileuvie, zm. 29 października 1916 w Belgradzie) – serbski biskup prawosławny.

## Życiorys
Był synem prawosławnego duchownego Grigorije Ružičicia i jego małżonki Jeleny. Ukończył niższe gimnazjum w Šabcu, następnie seminarium duchowne w Belgradzie w 1863 oraz Kijowską Akademię Duchowną w 1875. Został wyświęcony na kapłana jako mężczyzna żonaty. W 1883 został rektorem seminarium duchownego w Belgradzie i pozostawał nim do 1886. Po śmierci małżonki wstąpił do monasteru Bukova, gdzie został postrzyżony na mnicha, przyjmując imię zakonne Nikanor. Był kapelanem wojskowym podczas wojny serbsko-bułgarskiej w 1885.
4 maja 1886 został nominowany na biskupa žickiego i w tym samym roku wyświęcony. W 1889 odszedł w stan spoczynku. Należał bowiem do biskupów z otoczenia metropolity belgradzkiego Teodozjusza, który objął urząd z woli króla Milana, a po jego abdykacji musiał go złożyć. Nikanor wyjechał z Serbii do Niemiec, by studiować filozofię i teologię w Jenie i w Tybindzie. Następnie żył kolejno w Zagrzebiu, Dubrowniku i czarnogórskiej Cetynii. W 1892 został przyjęty do Serbskiej Akademii Królewskiej jako członek honorowy.
W 1898, po śmierci metropolity belgradzkiego Michała i objęciu urzędu przez metropolitę Innocentego, został jego następcą na katedrze niskiej. W 1911 po raz drugi odszedł w stan spoczynku. Zmarł pięć lat później.